# Żłobek (województwo podkarpackie)
Żłobek dawniej też Żołobek – wieś w Polsce położona w województwie podkarpackim, w powiecie bieszczadzkim, w gminie Czarna. W latach 1975–1998 miejscowość położona była w województwie krośnieńskim.

## Historia
Na przełomie XVIII/XIX wieku właścicielami dóbr byli Kieszkowscy herbu Krzywda: Antoni, a następnie Stanisław.
W połowie XIX wieku właścicielami posiadłości tabularnej Żołobek byli spadkobiercy Stanisława Raszowskiego.

## Zabytki
Drewniana cerkiew greckokatolicka pw. Narodzenia NMP z 1830. W 1855 dobudowano do niej zakrystię. Po 1951 cerkiew opuszczona, później magazyn leśnictwa, do 1976 używana była jako magazyn szyszek. Gruntowny remont zabytku przeprowadzono w 1977. Jest to cerkiew prosta, dwudzielna, orientowana, o konstrukcji zrębowej, obita gontem.
Od 1979 pełni funkcję kościoła filialnego pw. MB Nieustającej Pomocy w parafii Podwyższenia Krzyża Świętego w Czarnej Górnej. Zabytek Szlaku Architektury Drewnianej.